# Canthidium cognatum
Canthidium cognatum är en skalbaggsart som beskrevs av Preudhomme de Borre 1886. Canthidium cognatum ingår i släktet Canthidium och familjen bladhorningar. Inga underarter finns listade.